# Słaba czołowa postać normalna
Słaba czołowa postać normalna – wyrażenie w rachunku lambda, w którym główne wyrażenie nie jest redukowalne.
Każde λ-wyrażenie w czołowej postaci normalnej jest λ-wyrażeniem w słabej czołowej postaci normanej.
Przykład wyrażenia w słabej czołowej postaci normalnej, które nie jest wyrażeniem w czołowej postaci normalnej:
λ x . ((λ y . y) x )
Wyrażenie to nie jest w czołowej postaci normalnej ponieważ ciało λ-abstrakcji – (λ y . y) x – jest redukowalne do x.